# Ceratopsion ramosum
Ceratopsion ramosum är en svampdjursart som först beskrevs av Thiele 1898.  Ceratopsion ramosum ingår i släktet Ceratopsion och familjen Raspailiidae. Inga underarter finns listade i Catalogue of Life.